# مارلبورو (فيرمونت)
مارلبورو (بالإنجليزية: Marlboro, Vermont)‏ هي بلدة تقع بولاية فيرمونت في الولايات المتحدة. تبلغ مساحتها 105.3 (كم²)، وترتفع عن سطح البحر 364 م، بلغ عدد سكانها 978 نسمة في عام 2000 حسب إحصاء مكتب تعداد الولايات المتحدة وتصل الكثافة السكانية فيها 9.4 نسمة/كم2.

## وصلات خارجية
- The US50 - Cities and Towns in Vermont State
- Vermont Cities and Towns, Facts, Map, Flag, Colleges, Government, and More